# XI. gimnazija u Zagrebu
XI. gimnazija u Zagrebu javna je opća gimnazija. Među dvadeset je najboljih škola u Hrvatskoj prema rezultatima na Državnoj maturi. Nalazi se na Savskoj cesti, u četvrti Vrbik (dio Trnja), u neposrednoj blizini Zagrepčanke. Dijeli zgradu s Učiteljskim fakultetom (koji koristi većinu zgrade) i područnom školom Savska (dio OŠ Davorina Trstenjaka). 

## Povijest
Odobrenje za njezin osnutak dao je još 1926. godine, "s puno razumijevanja i s dalekovidnošću državnika, pedagoga i oca", tadašnji ministar prosvjete Stjepan Radić.
Sadašnju zgradu škole izgradile su 1937. Sestre milosrdnice. Ona se nalazi na Savskoj cesti uz potok Kuniščak (koji danas teče ispod šetališta Gagarinov put), ima tri kata i dvoranu. 
25. studenog 1939. novu je zgradu "za prosvjetu i odgoj" blagoslovio nadbiskup zagrebački Alojzije Stepinac. U vremenu prepunome napetosti, počela je prva školska godina 1939./1940. Zbog drugog svjetskog rata zgrada je privremeno promijenila namjenu, te je 1944. u dio zgrade smještena bolnica s 300 ranjenika. Sestre milosrdnice su od Njemačke vojske preuzele zgradu tek u svibnju 1945. Nastava XI. gimnazije do rujna 1963. održavala se u Medulićevoj 33. Ukidanjem petogodišnje učiteljske škole 1961.godine, XI. gimnazija postaje škola pedagoškog smjera. Atribut "pedagoška" ostao je i kad je proglašena "općom gimnazijom", a i danas je to čest nadimak škole. 
Prosvjetnom reformom, takozvanom Šuvarovom reformom, 1977.godine ukinute su gimnazije. Tada se XI. gimnazija, V.gimnazija i Odgajateljska škola (današnje VI.gimnazija i Klasična gimnazija) udružuju u Pedagoško-obrazovni centar "Bogdan Ogrizović". Taj se centar 1991. rasformirao na škole koje su ga osnovale, pa je tako XI. gimnazija ponovno postala samostalna.

## Škola danas
XI. gimnaziju danas pohađa oko 450 učenika u 16 razreda, što je svrstava u red manjih gimnazija u Zagrebu. U gimnaziji je zaposleno 42 djelatnika. Škola se neprestano obnavlja te posjeduje 3 specijalizirana kabineta za prirodne znanosti biologiju, kemiju i fiziku, kao i informatički kabinet. Škola ima i dvoranu za TZK.
Nastava se odvija u jednome turnusu koji započinje ujutro u 8 sati. Nastavni sat traje 45 minuta, a odmori 5 minuta, izuzev velikog odmora poslije trećeg sata koji traje 20 minuta.
Predaju se 22 predmeta: hrvatski jezik, latinski jezik, 2 strana jezika (njemački, engleski ili talijanski), glazbena umjetnost, likovna umjetnost, psihologija, logika, filozofija, sociologija, povijest, geografija, matematika, fizika, kemija, biologija, informatika, politika i gospodarstvo, tjelesna i zdravstvena kultura i izborni predmet (etika ili vjeronauk).
Česta je i terenska nastava. U drugom razredu tradicionalno se putuje u Dubrovnik, dok se na maturalno putovanje ide između trećeg i četvrtog razreda.

## Vanjske poveznice
- Službene stranice škole